# مظلات المسجد النبوي

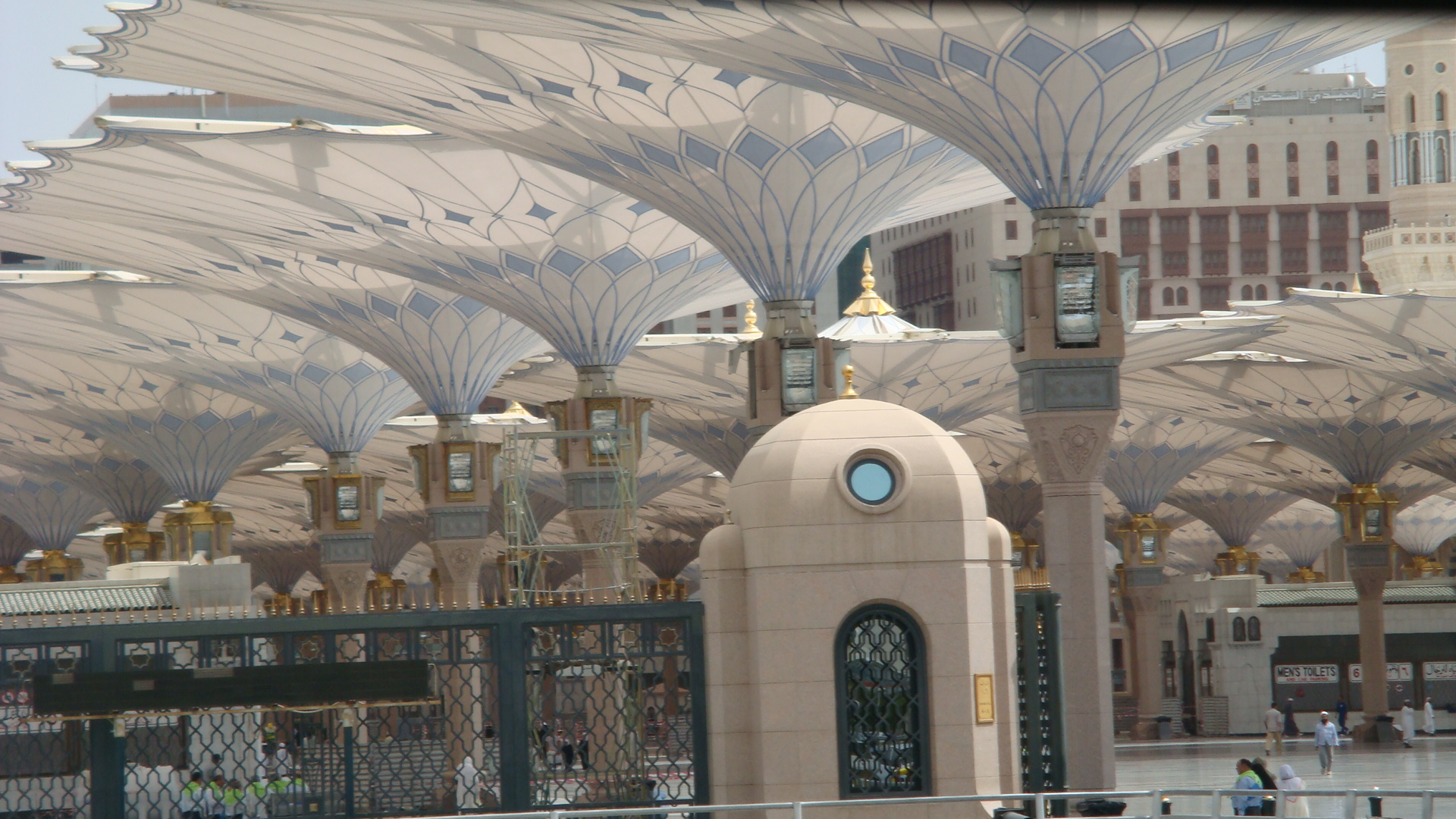
امتداد المظلات وتتاليها في ساحات المسجد النبوي

مظلات المسجد النبوي هي مظلات متحركة غرست في ساحات المسجد النبوي المكشوفة في جهاته الأربع، تبلغ مساحة الساحات التي تغطيها المظلات المتحركة 143 ألف متر مربع، تهدف هذه المظلات إلى وقاية المصلين من حرارة الشمس أثناء الصلاة، وحمايتهم من مخاطر الانزلاق والسقوط في حال نزول المطر، إضافة إلى توفير الراحة والاطمئنان لزوار المسجد النبوي، يبلغ مجموع المظلات 250 مظلة.

## الفكرة
كانت الفكرة بأمر من الملك عبد الله بن عبد العزيز الذي أمر ببناء مظلات لساحات المسجد النبوي والتي أشرفت عليها الرئاسة العامة لشؤون المسجد الحرام والمسجد النبوي، وقد انتهى المشروع في شهر أغسطس من عام 2010، وقد تضمن المشروع في البداية بناء 182 مظلة على أعمدة ساحات المسجد النبوي، ثم تم إضافة 68 مظلة في الساحات الشرقية ليصبح مجموع المظلات 250 مظلة وبلغت تكلفة المشروع 4.7 مليار ريال.

## التصميم

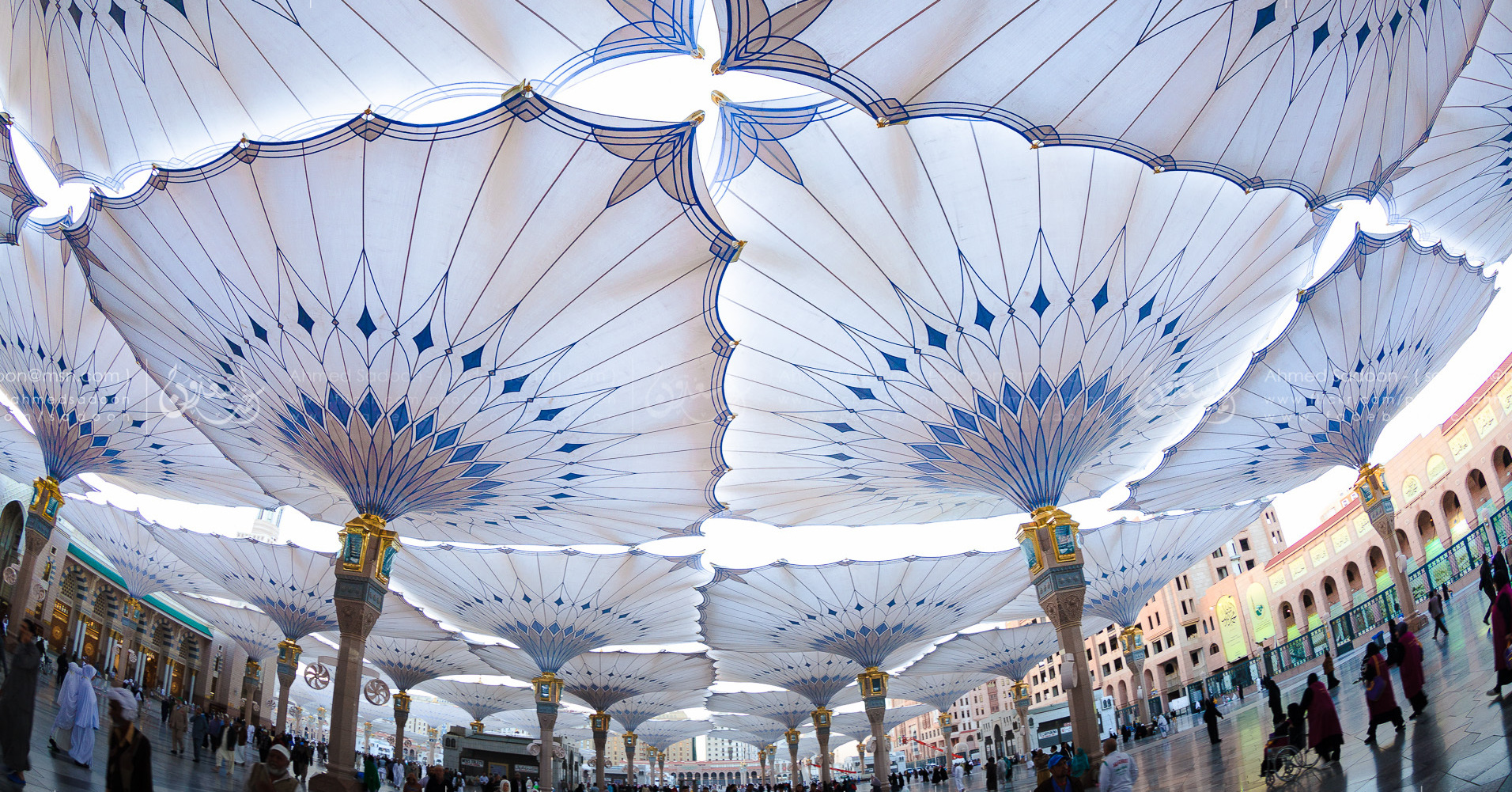
منظر للمظلات من الاسفل

تعاقدت مجموعة بن لادن السعودية على التخطيط البنيوي للمشروع مع شركة (SL Rasch) الألمانية للتصميم، وكان واضحا منذ بداية التخطيط أن النسيج PTFE (بولي تترافلورو إيثلين) سيكون وحده قادر على تلبية المتطلبات الاستثنائية، فأي نسيج آخر لا يوفر حماية كاملة من الأشعة فوق البنفسجية المؤذية أو يلبي المواصفات الصارمة المطلوبة، كما يجب أن يتمتع النسيج بمقاومة عالية جـدا للشد بسبب قوة الرياح، وبمرونة وثبات لوني، ومقاومة للحريق وتظليل فعال ونفاذ ضوئي مناسب، النسيج PTFE الأبيض البالغ المتانة والذي طورته شركة Sefar للهندسة المعمارية خصيصا لمشروع مظلات المسجد النبوي، لا يمكن أن يكون أبيض اللون بسبب شدة الضوء، ولأن النفاذية القوية يمكن أن تبهر الأشخاص الموجودين تحت المظلة، لذلك تم اختيار نسيج رملي اللون بدلا منه، إضافة إلى ذلك اقتضى تزيين الوجه الأسفل للمظلات بزخارف مشرقية مصنوعة من أشرطة PTFE زرقاء اللون.

## البناء
جهزت ساحات المسجد النبوي بعدد 250 مظلة، أبعاد المظلة الواحدة تبلغ نحو 25.5 متر في 25.5 متر، ويبلغ وزنها نحو 40 طنا، وتعمل بنظام آلي لفتحها وإغلاقها، وتعلو المظلات إحداهما الأخرى لتحقيق التداخل بينها، وتنقسم إلى نوعين من حيث الارتفاع إذ يبلغ ارتفاع بعضها نحو 14.40 متر، وأخرى يبلغ ارتفاعها نحو 15.30 متر، فيما تتساوى جميعها في حالة الإغلاق بارتفاع نحو 21.70 متر، أذرع المظلة مغطاة بالألياف الكربونية الزجاجية المكساة بزخارف مميزة من الزجاج الصخري الفسيفساء، كما أن التاج والرمح يشكلان نهاية المظلة من الأعلى، المظلات مصنوعة من النحاس الملمع المطلي بالذهب (طلاء كهربائي)، والهيكل الحديدي للمظلة الواحدة يتكون من أسطوانة علوية تحتوي على التلسكوب ووحدة التشغيل، وثماني دعامات علوية وثمانية أذرع داخلية وثماني دعامات سفلية وأربعة أذرع قطرية وثمانية أذرع مساندة للأذرع القطرية وأربعة أذرع وسطية وثمانية أذرع مساندة للأذرع الوسطية، أما نسيج المظلة فهو مصنوع من التفلون المقاوم للحريق، ويتكون من جزأين الأول نسيج رئيس زنته 900 جرام/ متر مربع، والثاني نسيج علوي وقمع تجميع الأمطار زنته 360 جرام/ متر مربع .
تتكون مظلات المسجد النبوي من 250 مظلة تغطي ساحات المسجد النبوي، وذلك للاستفادة منها لأداء الصلوات في أوقات المواسم والجمع والأعياد، وفي وقاية المصلين والزوار من وهج الشمس وعند نزول الأمطار، تغطي المظلة الواحدة 576 مترا مربعا، ولها أنظمة لتصريف مياه الأمطار والإنارة وفق المواصفات العالمية ذات الجودة، صممت وفقا لمواصفات معينة منها الصمود أمام سرعة الرياح لمدة عشر دقائق نحو 25 متر/ث، وأمام العاصفة لمدة خمس ثوان نحو 34متر/ث ، صممت المظلات الجديدة خصيصا للمسجد النبوي الشريف، وتظلل كل مظلة 800 مصلي، وقد ركب في أعمدت المظلات ما مجموعة 436 مروحة رذاذ موزعة على ساحات المسجد، وتحتوي كل مروحة على 16 فتحة للرذاذ صممت بطريقة تمنع تساقط الماء عند إيقاف التشغيل، وتدور المروحة بزاوية 180 درجة وتتحرك دورة كاملة خلال 31 ثانية ويبلغ عدد الريش سبع ريش لكل مروحة، ويبلغ قطر المروحة 80 سم وعرضها 38 سم، ويبلغ وزنها التقريبي 120 كغم، وتهدف المروحة لترطيب الجو الخارجي في ساحات المسجد النبوي الشريف تحت المظلات من خلال امتصاص الطاقة الحرارية في الهواء، ويعتبر مشروع ترطيب الساحات من أضخم مشاريع الترطيب في العالم، خاصة أن مناخ المدينة المنورة يعتبر حارا وجافا، واختير هذا النظام باعتباره الأمثل لترطيب الهواء الخارجي، ويحتاج النظام لما مجموعه 200 لتر مياه معالجة في الساعة عند كل عمود، ويتم تجهيز كميات المياه المطلوبة عن طريق محطتين لتنقية المياه من البكتيريا والأملاح وغيرها من الشوائب لضمان جودة مياه الرذاذ.

## الجوائز
حاز مشروع مظلات المسجد النبوي الذي يغطي ساحات المسجد النبوي وتشرف عليه الرئاسة العامة لشؤون المسجد الحرام والمسجد النبوي على جائزة عبد اللطيف الفوزان لعمارة المساجد في دورتها الأولى المقامة في عام 1435 هـ الموافق 2014.

## الصور

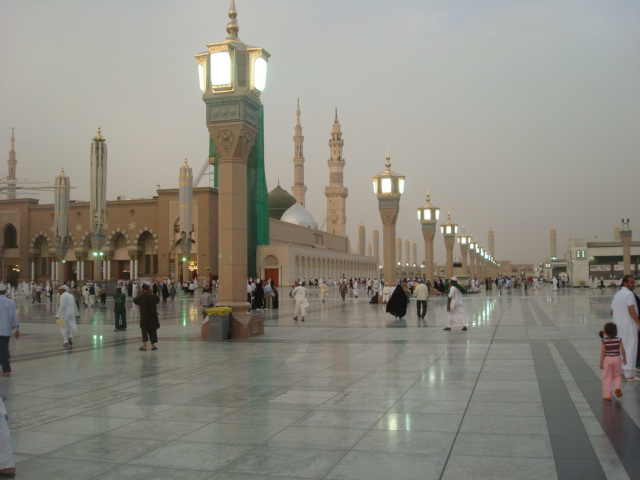
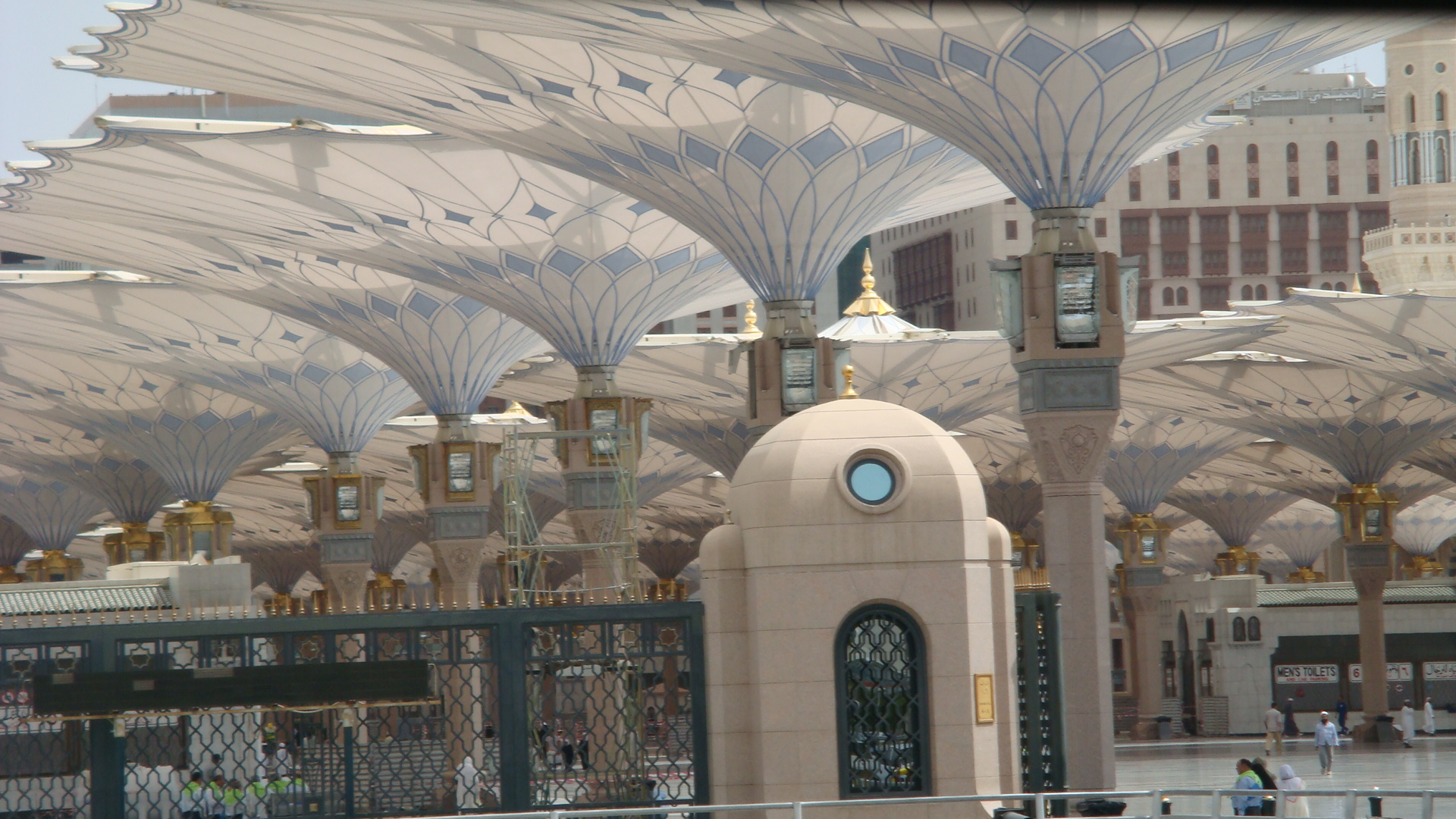
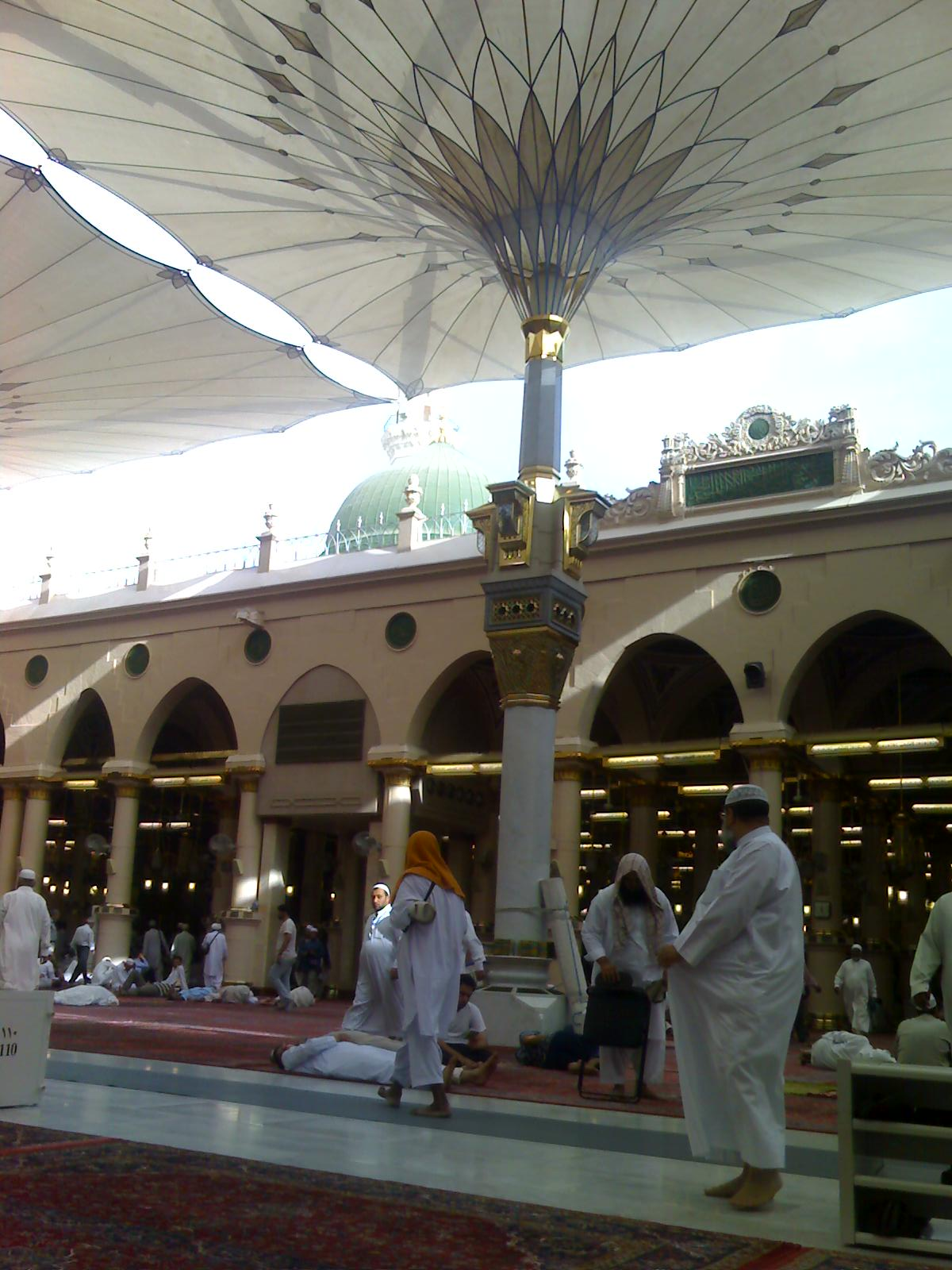
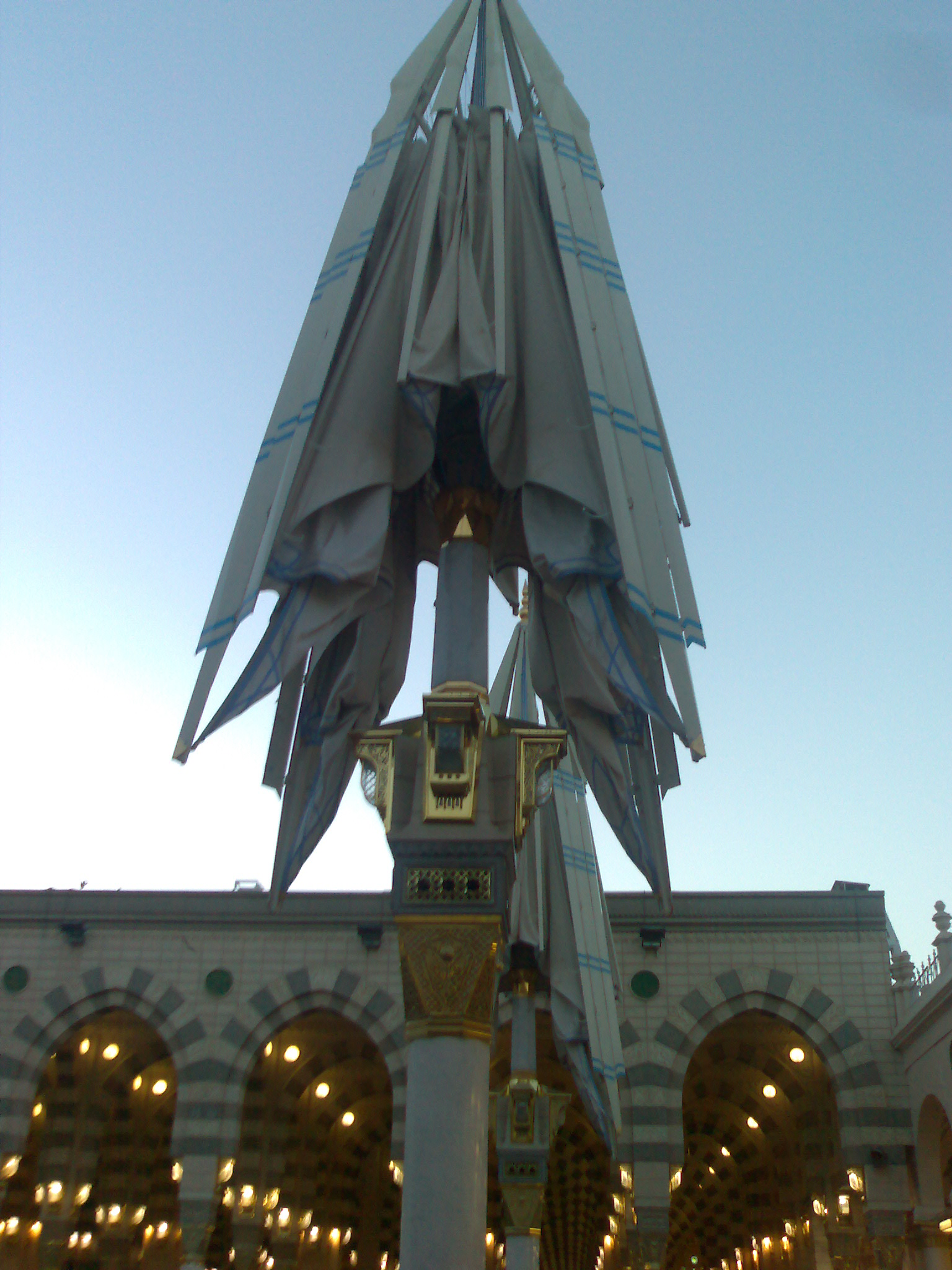
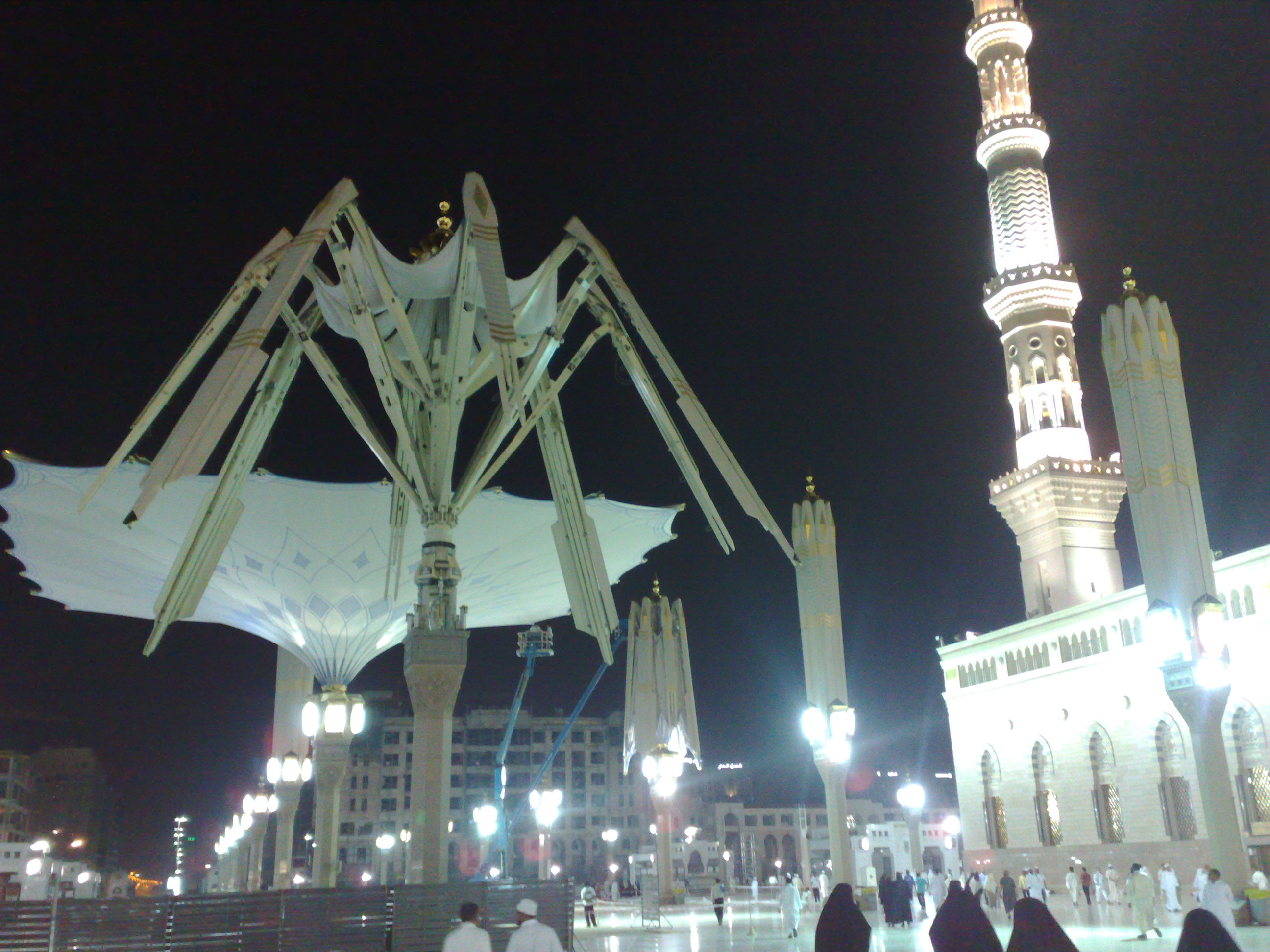
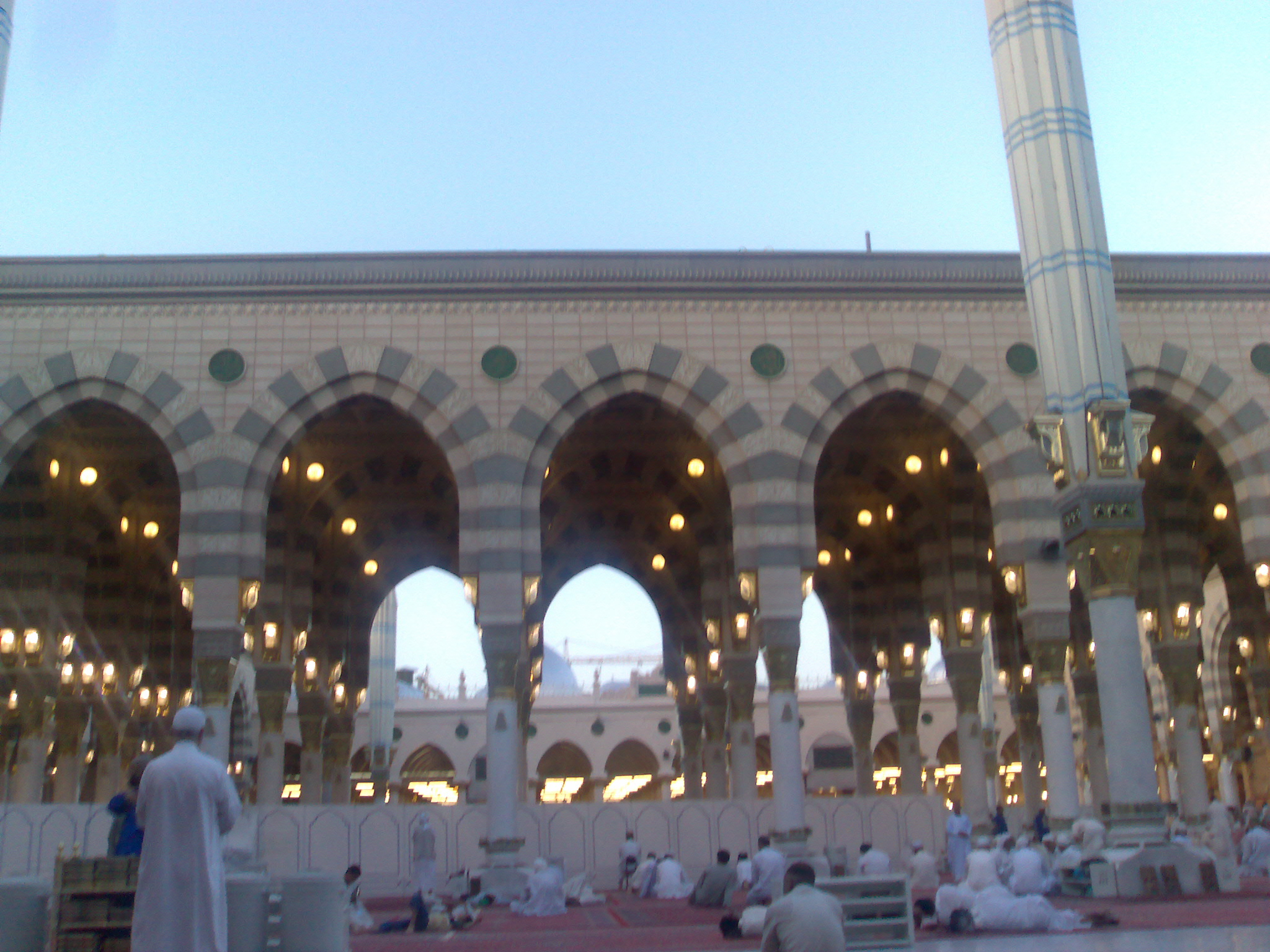
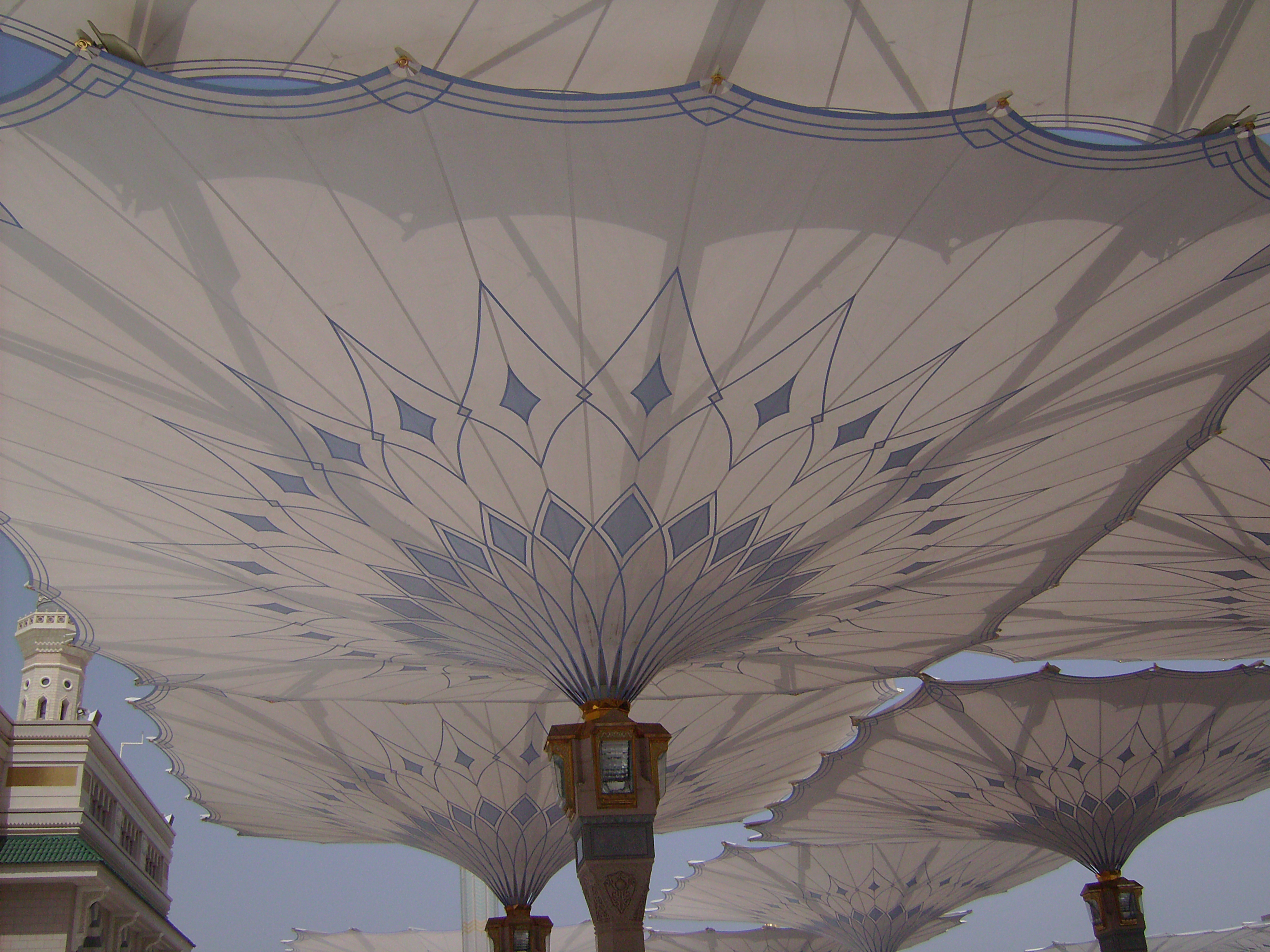
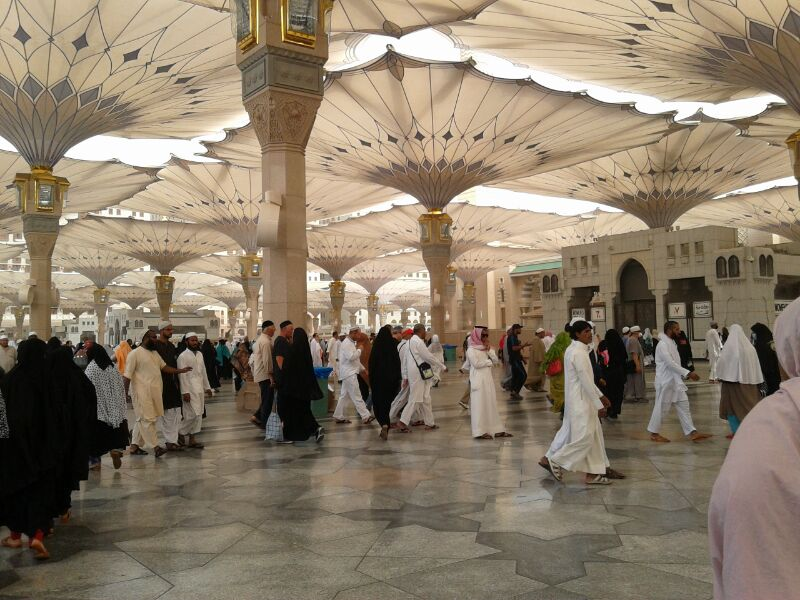
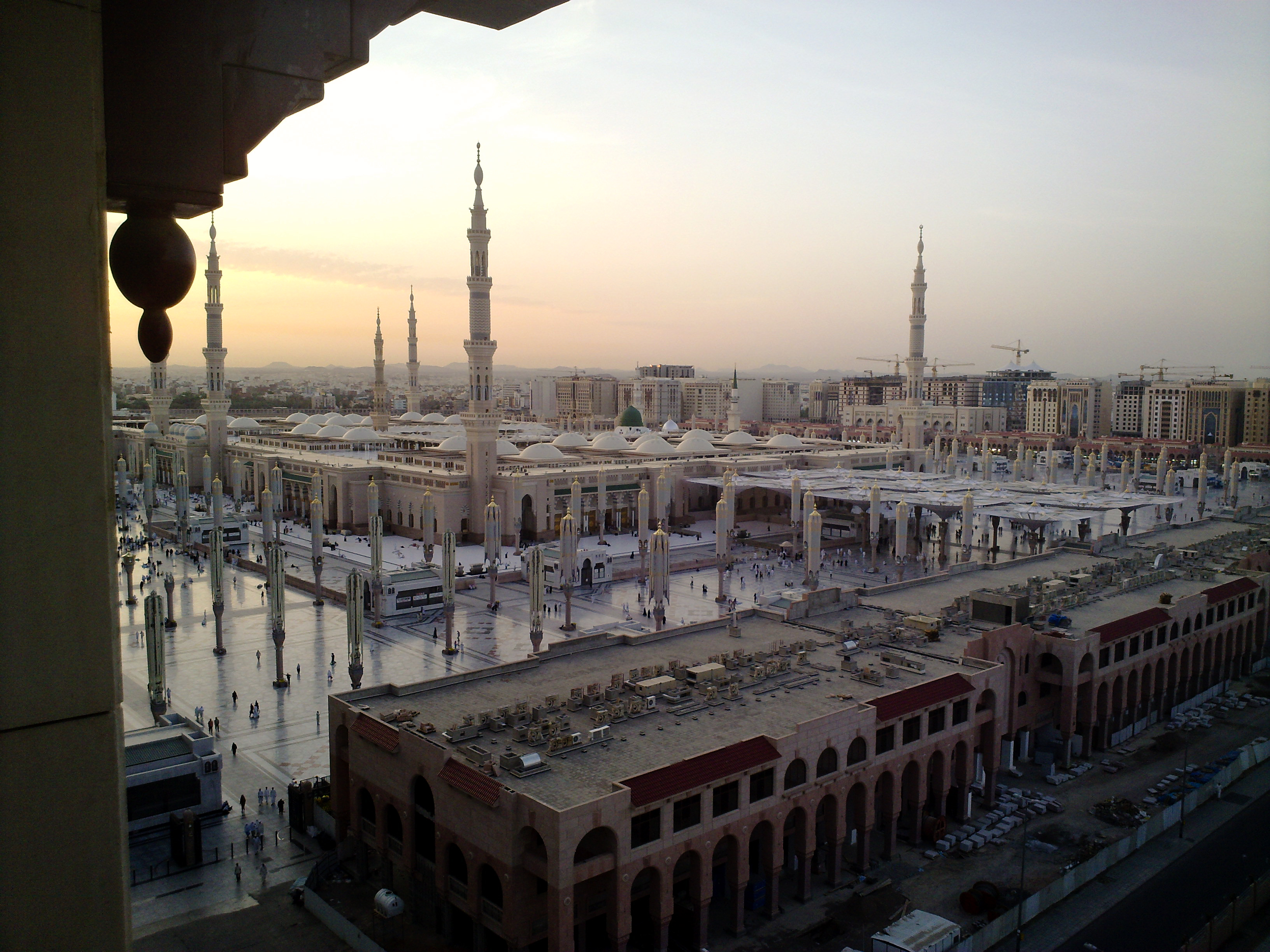
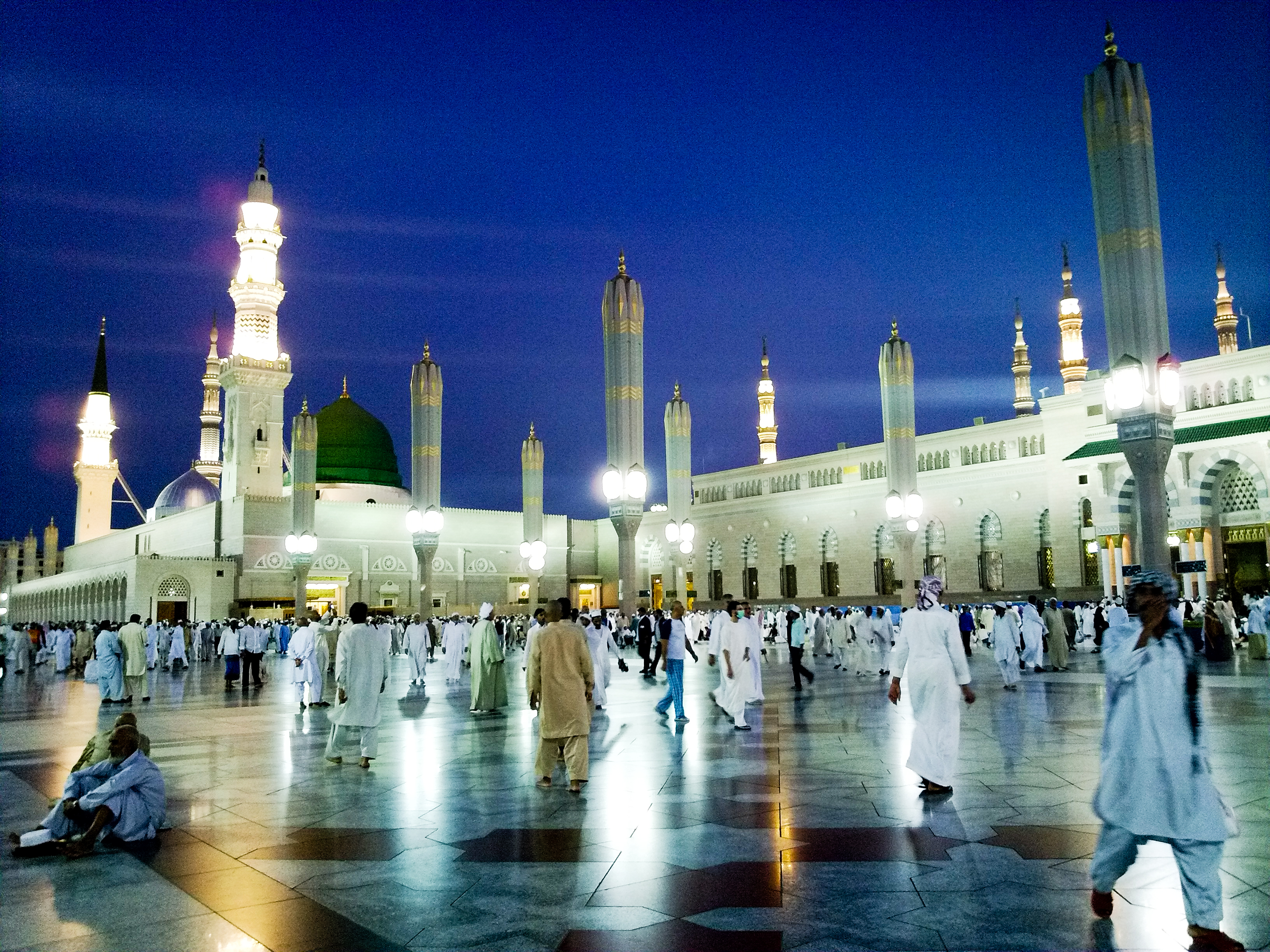
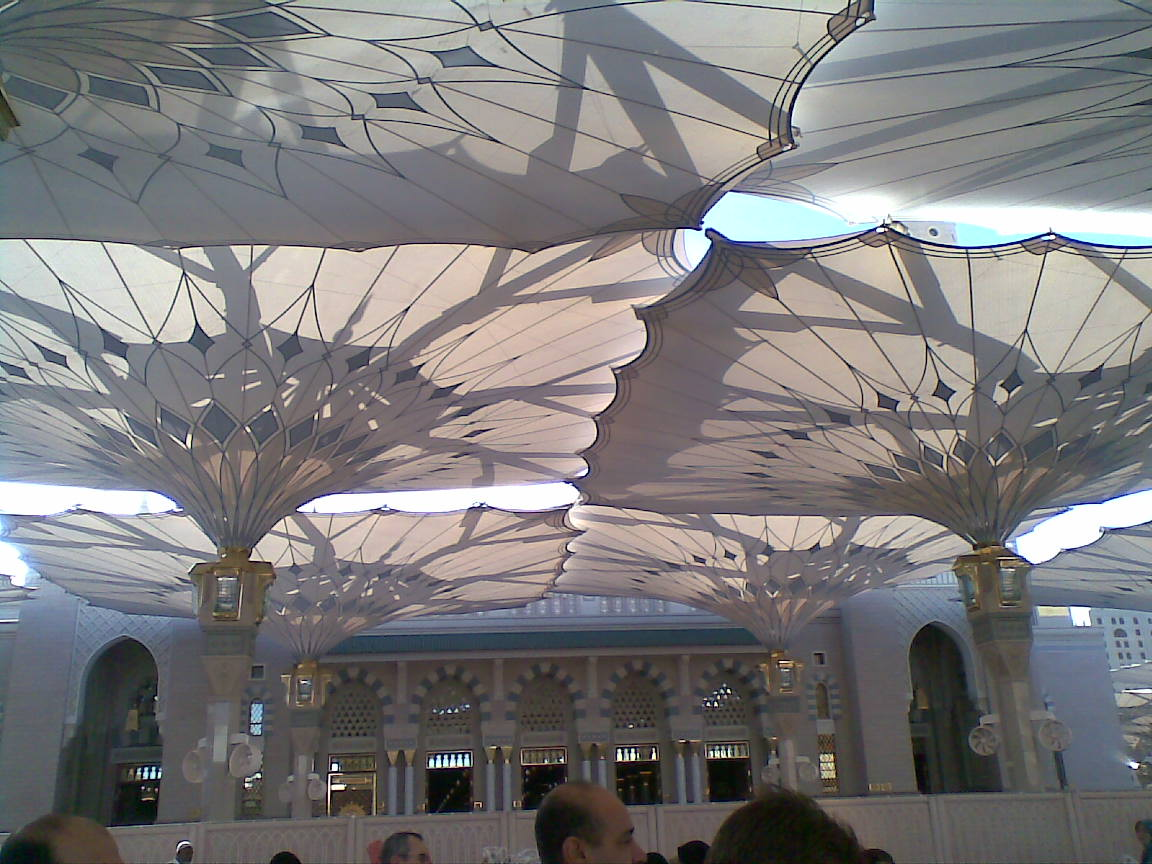
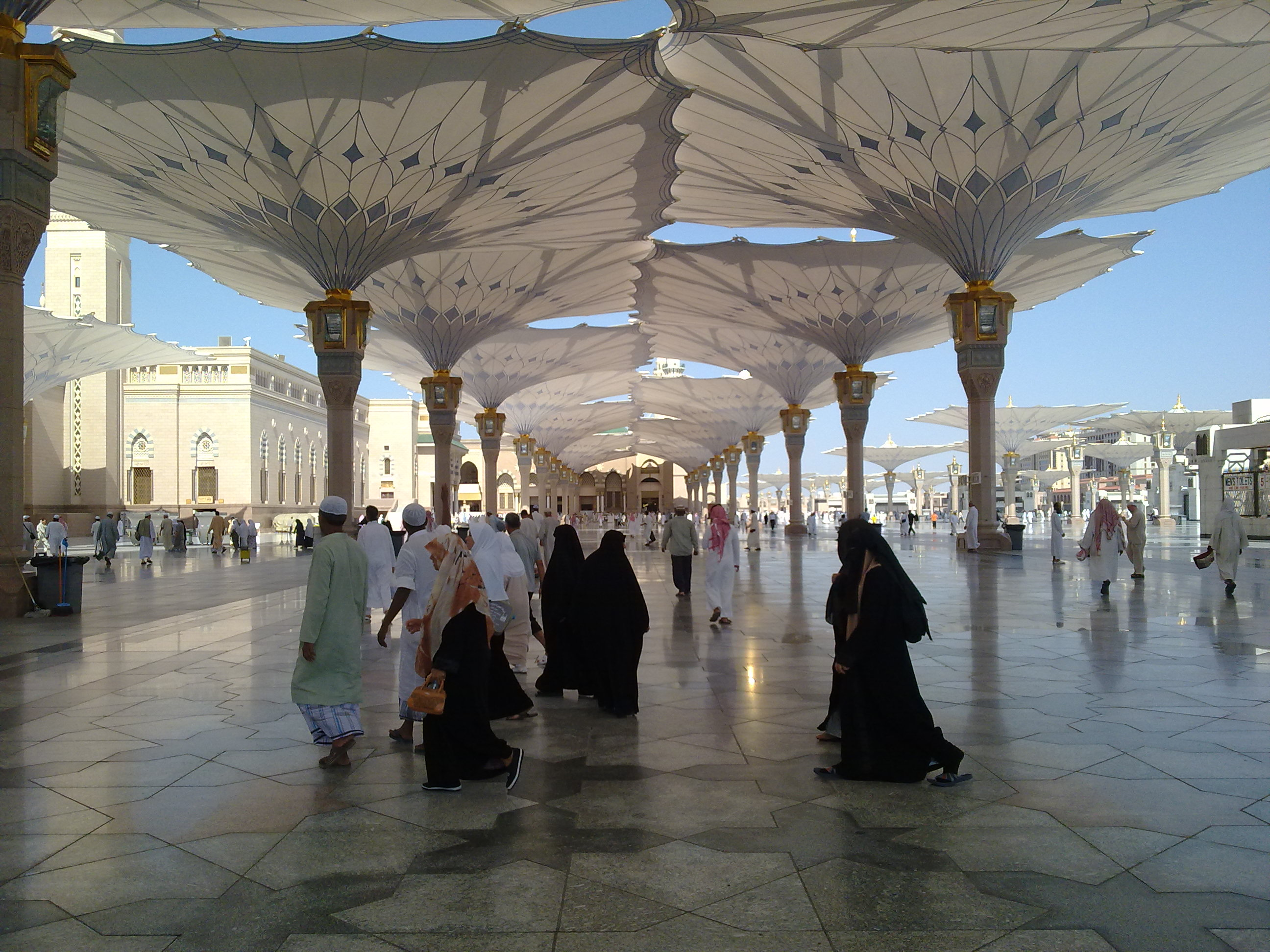
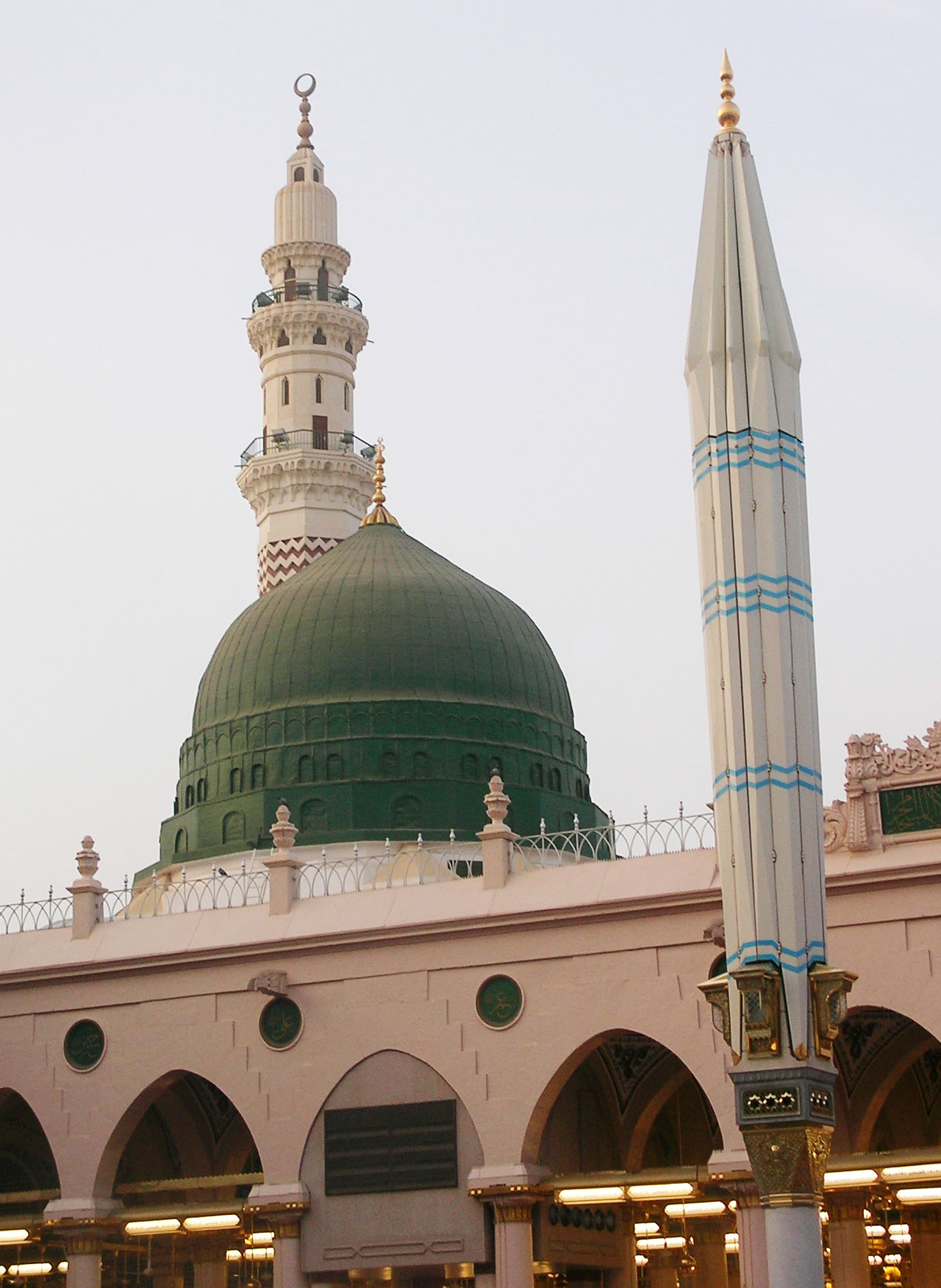
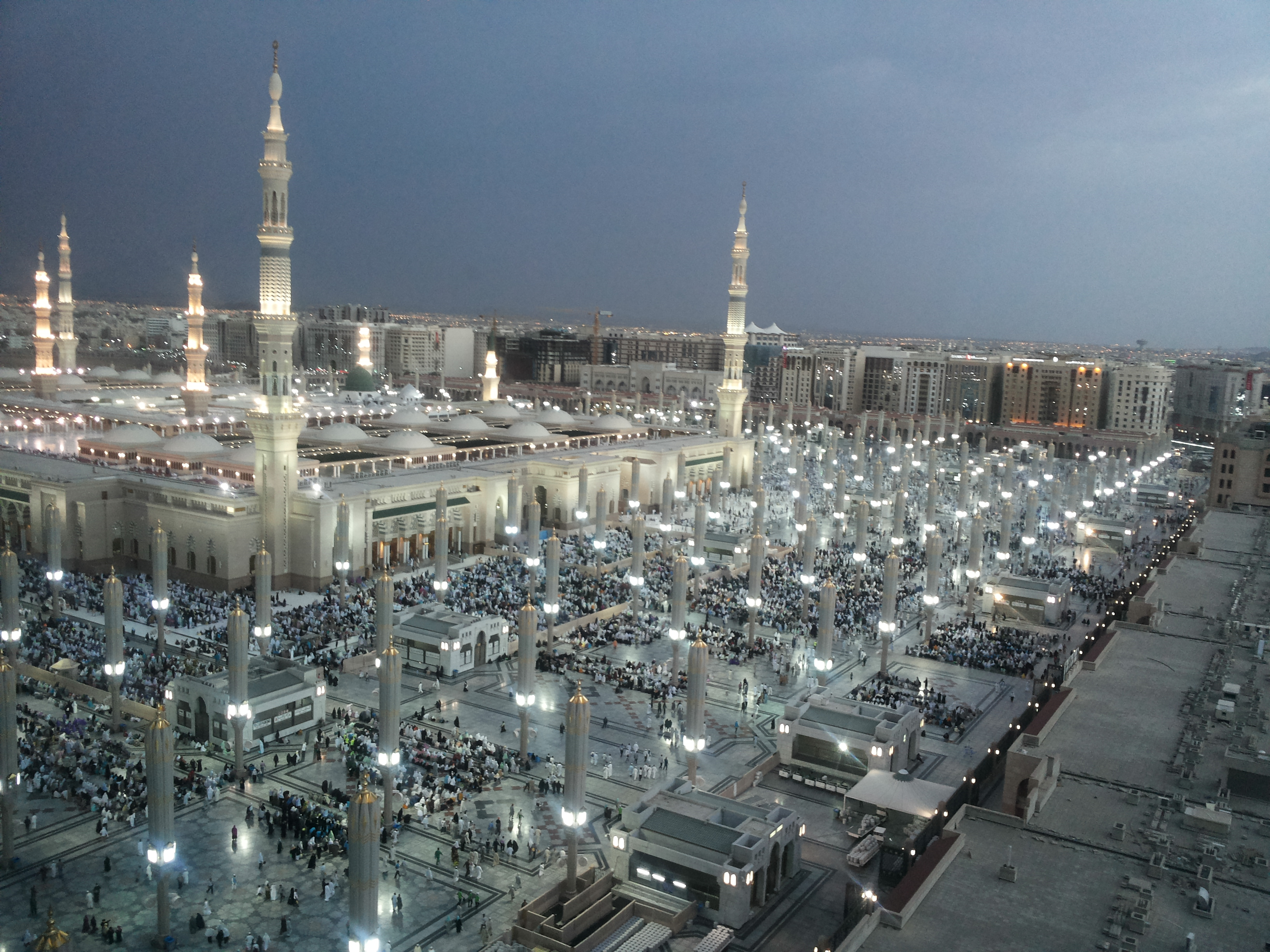
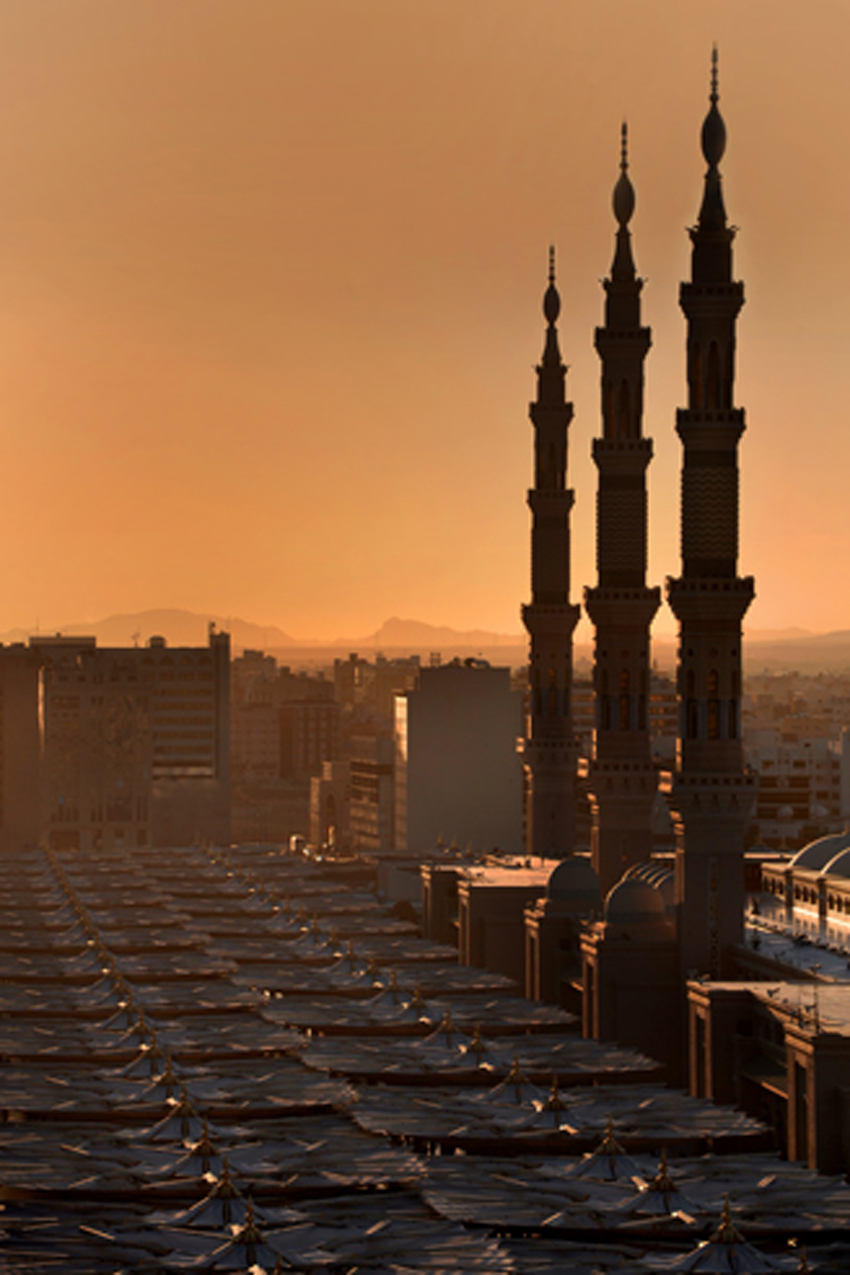
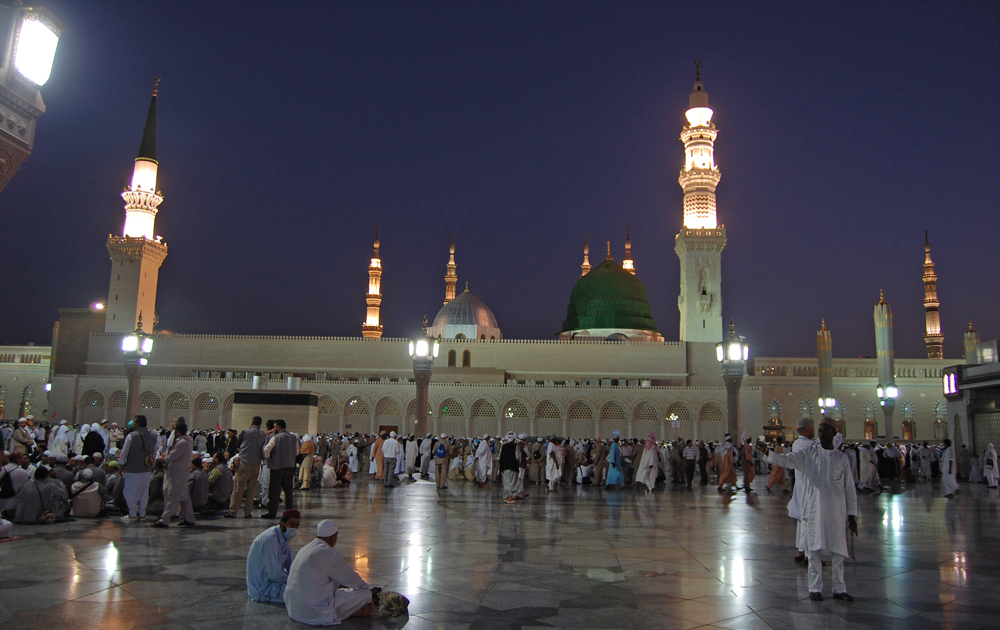